# Uargla (distrito)
Uargla (Ouargla) é um distrito localizado na província de Uargla, Argélia, e cuja capital é a cidade de mesmo nome. A população total do distrito era de 191 136 habitantes, em 2008.

## Comunas
O distrito está dividido em duas comunas:
- Uargla
- Rouissat

Ambas as comunas fazem parte da área urbana de Uargla.